# عوض خريص
عوض خريص مواليد 5 يناير 1991، هو لاعب كرة قدم سعودي كظهير أيمن.

## مسيرة اللاعب
كانت بداياته مع نادي نجران و انتقل إلى الاتحاد في عام 2015 و انتقل إلى نادي الفيصلي في عام 2018 و أعير إلى نادي العدالة مطلع عام 2020 و انتقل إلى نادي العدالة في عام 2021 و بعدها لعب مع نادي الرياض ونادي الجبلين ونادي العدالة.

## روابط خارجية
- عوض خريص على موقع Soccerway.com (الإنجليزية)
- عوض خريص على موقع كووورة